# Carlos Roberto Correa
Carlos Roberto Correa (1970. február 10. –)  argentin labdarúgó.

## Sikerek
- Ferencvárosi TC 
  - Magyar Kupa-győztes: 1993-94
  - Magyar szuperkupa-győztes: 1994